# Amsterdam (canción de Jacques Brel)

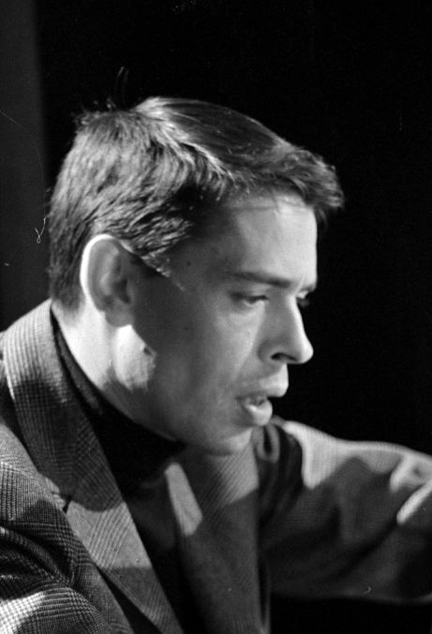
Jacques Brel.

«Amsterdam» es una de las canciones más conocidas del cantautor belga Jacques Brel. Nunca la grabó en estudio, pero hay una versión en el álbum «Olympia 1964». 

## Otros intérpretes
- David Bowie
- Isabelle Boulay
- Ute Lemper
- I Muvrini con el cantante Florent Pagny
- Xabier Lete en euskera